# Test à l'acide
Pour les articles homonymes, voir Acid test, Acid1, Acid2, Acid3 et Acid4.
Un test à l'acide désigne communément une méthode d'identification chimique simple des matériaux métalliques à base d'acide, et en particulier dans le cadre historique de la ruée vers l'or, l'utilisation d'un acide fort pour distinguer l'or pur des autres métaux communs. Par extension, on appelle test à l'acide toute méthode de caractérisation simple et supposée définitive d'une personne ou d'un produit.

## Chimie
Le test historique consiste à verser une goutte d'un acide fort, comme de l'acide nitrique, sur la surface d'un métal à identifier. S'il s'agit d'un métal noble, il ne sera pas affecté, sinon les traces de l'attaque acide se manifestent immédiatement sous forme de mousse ou de bulles. Les acheteurs d'or pratiquaient tous ce test immédiat, bon marché, facile à réaliser et déterminant.
Cependant, des occurrences de l'expression existent depuis bien avant la ruée californienne. Citation du journal du Wisconsin The Columbia Reporter, en novembre 1845 :
« Twenty-four years of service demonstrates his ability to stand the acid test, as Gibson’s Soap Polish has done for over thirty years. »
« Vingt-quatre années de services avaient prouvé sa capacité à résister au test à l'acide, comme le savon à polir de Gibson l'avait fait pendant plus de trente ans. »

## Figuratif
L'expression test à l'acide et en particulier la version anglaise de l'expression a perduré après la fin de la ruée vers l'or pour désigner tout test immédiat et caractéristique. Par exemple le test des standards W3C par les navigateurs Internet s'appelle l'Acid test, puis prendra le nom Acid1, par retro-continuité avec les évolutions acid2, acid3 et suivants...
En analyse financière, on surnomme aussi acid test la méthode du quick ratio pour évaluer la liquidité d'une entreprise.
Le LSD est appelé communément acide ; de là il en vient le test à l'acide pratiqué par les Merry Pranksters qui consiste à s'administrer cette substance psychédélique pour tester son propre caractère. En effet, le LSD pratiquerait une sorte de dissociation entre soi-même et le monde extérieur, qui permet d'"être vrai" pendant la durée des effets. Un roman journalistique en est tiré, Acid test, ainsi qu'un genre musical, l'acid.